# KSV Bornem

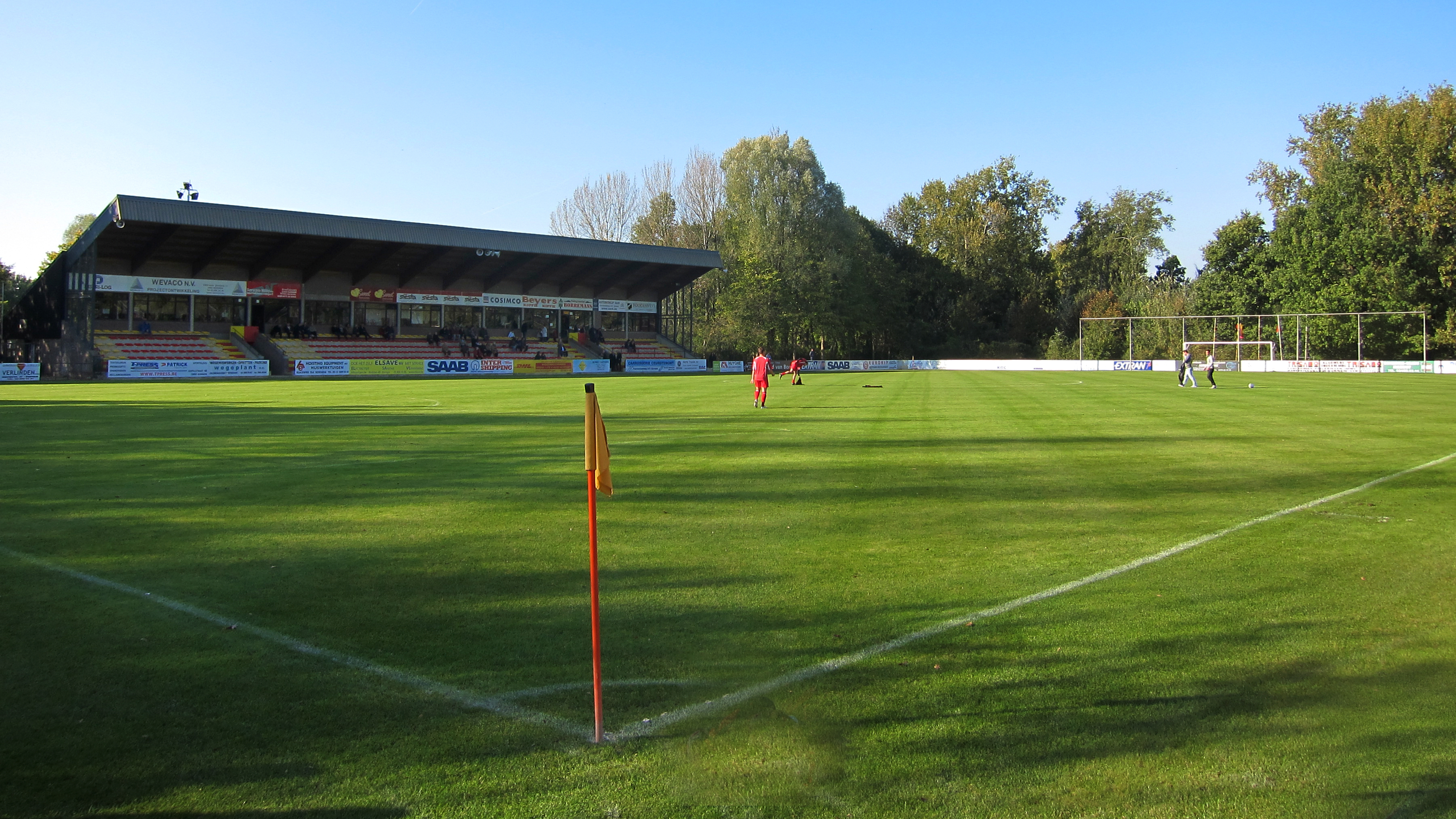
Het stadion van KSV Bornem

KSV Bornem is een Belgische voetbalclub uit het Antwerpse Bornem. De club is aangesloten bij de KBVB met het stamnummer 342, en heeft rood en geel als clubkleuren.

## Geschiedenis
De club werd in 1921 opgericht als Football Club Klein Brabant Puers en sloot in 1924 aan bij de Belgische Voetbalbond. Bij de invoering van de stamnummers in 1926 kreeg men nummer 342 toegekend. De club speelde in de regionale afdeling, tot men tijdens de Tweede Wereldoorlog enkele seizoenen in Bevordering, toen de Derde Klasse opklom. De club zakte echter weer weg in de provinciale reeksen. In 1954 werd de club koninklijk; de naam werd in KFC Klein Brabant gewijzigd, wat een paar weken daarna nog KFC Klein Brabant-Bornem werd.
In 1973 fusioneerde de club dan met KFC Vlug en Vrij Bornem. Vlug en Vrij was in 1924 opgericht, en bij de KBVB aangesloten met stamnummer 489 en had in de jaren 30 ooit twee seizoenen in de nationale bevorderingsreeksen gespeeld. De fusieclub kreeg de naam Sportvereniging Bornem (SV Bornem) en speelde met het stamnummer 342 van KFC Klein Brabant verder speelde. Op het eind van de jaren zeventig maakte de club weer opgang naar de nationale reeksen. In 1980 eindigde men reeds tweede in zijn reeks in Vierde Klasse; in 1982 slaagde Bornem er in zijn reeks te winnen. De club promoveerde weer naar Derde Klasse en kon er zich acht seizoenen handhaven.
In 1990 zakte men terug naar Vierde Klasse, drie seizoenen later verdween Bornem zelfs weer uit de nationale reeksen. Gedurende vijf seizoen bleef Bornem in Eerste Provinciale hangen. Op het eind van de jaren negentig kon de club echter weer opklimmen. In 1998 promoveerde men terug naar de nationale bevorderingsreeksen. In 2001 viel de club even terug naar Provinciale, maar het seizoen erop kon men zijn plaats in Bevordering opnieuw innemen in 2003. Bornem deed het ook daar goed. De ploeg eindigde tweede in zijn reeks, op slechts één puntje van reekswinnaar Diegem Sport. In de eindronde schakelde men echter achtereenvolgens RRFC Montegnée, Verbroedering Denderhoutem en Seraing RUL uit, waardoor men uiteindelijk na één seizoen Bevordering meteen een promotie naar Derde Klasse afdwong. Het verblijf daar duurde ditmaal drie seizoen, waarna men weer moest degraderen in 2006.
Bornem kon zich de volgende jaren goed handhaven in Vierde Klasse en in 2009 eindigde men er op een tweede plaats, op drie punten van kampioen KSV Temse. In de daaropvolgende eindronde voor promotie werd Bornem uitgeschakeld door Entente Bertrigeoise. Het seizoen daarop kende men nog meer succes: men sloot het seizoen af op een eerste plaats met 60 punten, met 8 punten voorsprong op eerste achtervolger KSC Grimbergen. Na vier jaar promoveerde men zo in 2010 weer naar Derde Klasse.
In 2017 begint de financiële malaise binnen de club en daarbij liepen de emoties zwaar op. Gelukkig voor de club vond het een investeerder die de geld wou lenen om uit de financiële problemen te geraken. Het addertje onder het gras was wel dat de investeerder in ruil voor de broodnodige €400.000,00 dat de gemeente Bornem borg zou staan. Voor de reeds bestaande schulden van KSV Bornem aan de gemeente, zo’n €230.000,00, werd een afzonderlijk afbetalingsplan gemaakt. Echter liep die afbetaling vertraging op en waren de investeringen, om de club rendabel te houden, zo hoog dat Luc De Boeck, vanuit de CD&V-fractie, de gemeente vroeg om nog eens borg te staan voor een bijkomende lening van €70.000,00 aan de club. Dat werd door de meerderheid (N-VA en IEDEREEN BORNEM) niet toegestaan omdat de afspraak was dat er geen bijkomende schulden gemaakt konden gemaakt worden.

Harry Van Houteghem werd in 2017 aangesteld als nieuwe voorzitter en crisismanager op vraag van burgemeester Luc De Boeck (CD&V), maar voelt zich na de gemeenteraadsverkiezingen van 2019 – toen CD&V naar de oppositiebanken werd gewezen – niet meer geruggensteund. Niemand had deze wissel van de macht zien aankomen en de garantie die voorzitter Van Houteghem vanuit de gemeente toen kreeg, was weg. Daardoor gaf Harry Van Houteghem, na die bewogen gemeenteraad in 2019, zijn ontslag als voorzitter van KSV Bornem. Later zal hij de nieuwe sterke man zijn bij de nieuwe fusieclub FCS Mariekerke-Branst.
“We konden het aangroeien van het verlies stoppen, zijn gestart met onze terugbetalingen, maar er zijn de voorbije maanden nog lijken uit de kast gevallen. Daarom vragen we nu deze bijkomende borgstelling. We gaven het schepencollege ook een gedetailleerd budget voor volgend seizoen, waaruit blijkt dat we uit de put kunnen kruipen. Maar men gelooft ons niet meer. Meer nog: ik kreeg te horen dat ik wel eens persoonlijk verantwoordelijk zou kunnen worden gesteld voor dit alles. Dat was de druppel.” – dixit Harry Van Houteghem
De raad van bestuur besliste daarop dat de spelers die hun contract al getekend hadden voor het seizoen 2019-2020 een vrije transfer zouden krijgen. De toekomstvisie van de raad van bestuur was om de eigen jeugd speelkansen te geven en het seizoen 2019-2020 aan te vatten met de beloften.
Harry Van Houteghem werd opgevolgd door Benny De Boeck en enkele weken later bereikte KSV Bornem toch een akkoord met de gemeente Bornem. De club koos voor een schuldherschikking zonder borgstelling van de gemeente. Alleen zo kon de club, met zijn 220 jeugdspelers, blijven bestaan en werden er geen bijkomende schulden gemaakt. Voorzitter Benny De Boeck zag een unieke toekomst voor KSV Bornem met de belofteploeg en de eigen jeugd (Bornem heeft het jeugdlabel van een vier sterrenclub).
Op sportief vlak viel er amper wat te beleven bij KSV Bornem en op financieel vlak heeft het niet veel gescheeld of de boeken mochten aan het Breeven helemaal dicht, maar de club overleefde tot dusver elke crisis. De club kon in het seizoen 2019-2020 een positief bedrijfsresultaat neerzetten van ongeveer €70.000,00 en kon ze zo de leningen correct terugbetalen. Tot corona toesloeg, want ook bij KSV Bornem hakte de crisis er stevig in en daardoor voelde het zich genoodzaakt om weer bij het gemeentebestuur aan te kloppen met de vraag over een eventuele herschikking van het afbetalingsplan. Ook vroegen ze zich af of de competitie al dan niet kon worden verdergezet. Spelen voor gesloten deuren, zonder het openen van de kantines, was niet mogelijk.
“Iedereen die betrokken is bij het voetbal moet dit moment aangrijpen om na te denken over de toekomst van de sport, op alle niveaus. Hogerop om structureel een aantal zaken te herbekijken, maar ook clubs uit dezelfde regio. We moeten met mekaar rond de tafel gaan zitten om te kijken hoe we kunnen samenwerken. De tijd dat iedereen zijn eigen ding deed onder zijn kerktoren is voorbij. Of ik doel op een fusie? We moeten als Bornem ook realistisch zijn. Niemand staat te springen om met een club in zee te gaan die nog schulden meedraagt uit het verleden. Tegelijkertijd is het project Mariekerke-Branst wel een positief verhaal gebleken zonder dat het uit pure, financiële noodzaak was.” aldus voorzitter De Boeck.

KSV Bornem kwam, net als heel wat andere clubs, in de problemen door de coronacrisis. De competitie viel stil, sponsors haakten af en daardoor vielen alle bronnen van inkomsten weg en dus konden de leningen niet meer betaald worden. De gemeente Bornem heeft, als borgsteller, de nodige kredieten opgenomen voor de terugbetaling van het resterende bedrag van €311.649,00 aan de investeerder. Met de openstaande lening aan de gemeente Bornem erbij gerekend, moet KSV Bornem nu een totaalbedrag van €559.384,50 terugbetalen. Dit zal in 180 maandelijkse aflossingen dienen te gebeuren. Dit afbetalingsplan vatte aan op 1 januari 2021, tenzij de competitie weer zou worden afgelast wegens corona.
“We hadden geen andere optie, want zonder deze tussenkomst dreigde het faillissement van KSV Bornem. Op dat moment zou de gemeente niets meer kunnen recupereren, en zou de Bornemnaar opdraaien voor deze schuld. We hebben meteen van de gelegenheid gebruik gemaakt om het afbetalingsplan realistischer te maken dan wat oorspronkelijk was overeengekomen.” – Kristof Joos (N-VA)
Fusiegesprekken met Mariekerke-Branst
De raden van bestuur van 1e provincialer FCS Mariekerke-Branst en 2e provincialer KSV Bornem hebben eind januari 2023 het licht op groen gezet om fusiegesprekken tussen beide clubs op te starten. In een mededeling van ex-Anderlecht CEO Karel Van Eetvelt (nu strategisch adviseur bij KSV Bornem) en Wim Coekelbergs (FCS Mariekerke-Branst) lieten ze alvast weten dat er verkennende gesprekken gestart zijn tussen de delegatie van de twee besturen. Begin maart sprongen de vergevorderde gesprekken tussen beide clubs echter af. 
De club bleef niet bij de pakken zitten Karel Van Eetvelt en Wim Coekelbergs staken de koppen bij elkaar en losten de financiële problemen op waardoor de club terug gezond werd. Teven werd er geïnvesteerd in zowel uitbouw op sportief vlak met een nieuwe jeugdopleiding VOETBAL BREEVEN en een jeugdacademie GOLDENBOOT_ACADEMY op Elite niveau als infrastructuur (januari 2024) met een duurzaam, groen en technisch state-of-the-art kunstgrasveld. 
Het eerste elftal onderging een metamorfose voor seizoen 2024-2025 met navenante mooie sportieve resultaten. Winst tijdens Beker van Bornem, winst voorronde Beker van Antwerpen met kwalificatie Beker van België (seizoen 2025-2026), periode titel 1 en na 17 wedstrijden reeds 51punten.

## Resultaten
| Seizoen | Klasse | Klasse | Klasse | Klasse | Klasse | Klasse | Klasse | Klasse | Klasse | Reeks                | Punten                                                   | Opmerkingen |                                                          |
|         | I      | I      | II     | III    | IV     | P.I    | P.II   | P.III  | P.IV   |                      |                                                          | |                                                          |
| ------- | ------ | ------ | ------ | ------ | ------ | ------ | ------ | ------ | ------ | -------------------- | -------------------------------------------------------- | --- | -------------------------------------------------------- |
| 2000/01 |        |        |        |        | 14     |        |        |        |        | Vierde klasse B      | 32                                                       | |                                                          |
| 2001/02 |        |        |        |        |        |        |        |        |        | Eerste prov. Antw.   |                                                          | |                                                          |
| 2002/03 |        |        |        |        | 2      |        |        |        |        | Vierde klasse B      | 61                                                       | Gepromoveerd via eindronde door te winnen tegen RRFC Montegnée (1-1, 4-5 na p.), Verbroedering Denderhoutem (3-2 na v.) en Seraing RUL (0-1) |                                                          |
| 2003/04 |        |        |        | 13     |        |        |        |        |        | Derde klasse A       | 31                                                       | |                                                          |
| 2004/05 |        |        |        | 13     |        |        |        |        |        | Derde klasse A       | 27                                                       | |                                                          |
| 2005/06 |        |        |        | 16     |        |        |        |        |        | Derde klasse A       | 18                                                       | |                                                          |
| 2006/07 |        |        |        |        | 4      |        |        |        |        | Vierde klasse B      | 49                                                       | |                                                          |
| 2007/08 |        |        |        |        | 8      |        |        |        |        | Vierde klasse B      | 41                                                       | |                                                          |
| 2008/09 |        |        |        |        | 2      |        |        |        |        | Vierde klasse B      | 56                                                       | Verlies in eindronde voor promotie tegen Entente Bertrigeoise                                                                                |                                                          |
| 2009/10 |        |        |        |        | 1      |        |        |        |        | Vierde klasse B      | 60                                                       | |                                                          |
| 2010/11 |        |        |        | 15     |        |        |        |        |        | Derde klasse A       | 37                                                       | |                                                          |
| 2011/12 |        |        |        | 7      |        |        |        |        |        | Derde klasse B       | 54                                                       | |                                                          |
| 2012/13 |        |        |        | 10     |        |        |        |        |        | Derde klasse A       | 45                                                       | |                                                          |
| 2013/14 |        |        |        | 16     |        |        |        |        |        | Derde klasse A       | 36                                                       | |                                                          |
| 2014/15 |        |        |        | 13     |        |        |        |        |        | Derde klasse A       | 41                                                       | |                                                          |
| 2015/16 |        |        |        | 14     |        |        |        |        |        | Derde klasse A       | 38                                                       | |                                                          |
|         | 1A     | 1B     | 1Am    | 2Am    | 3Am    | P.I    | P.II   | P.III  | P.IV   |                      | Vanaf 2016-17 zijn er 3 nationale en 2 regionale niveaus | Vanaf 2016-17 zijn er 3 nationale en 2 regionale niveaus                                                                                     | Vanaf 2016-17 zijn er 3 nationale en 2 regionale niveaus |
| 2016/17 |        |        |        | 14     |        |        |        |        |        | Tweede klasse Am.    | 34                                                       | |                                                          |
| 2017/18 |        |        |        | 16     |        |        |        |        |        | Tweede klasse Am.    | 17                                                       | |                                                          |
| 2018/19 |        |        |        |        | 11     |        |        |        |        | Derde klasse Am.     | 37                                                       | |                                                          |
| 2019/20 |        |        |        |        | 16     |        |        |        |        | Derde klasse Am.     | 8                                                        | Degradatie naar Eerste provinciale (door Covid-19 werd het seizoen in maart stopgezet)                                                       |                                                          |
| 2020/21 |        |        |        |        |        | -      |        |        |        | Eerste prov. Antw.   | -                                                        | Door de coronacrisis werd de competitie 2020-2021 op 25 januari 2021 volledig geannuleerd.                                                   |                                                          |
| 2021/22 |        |        |        |        |        | 16     |        |        |        | Eerste prov. Antw.   | 14                                                       | Degradatie naar Tweede provinciale |                                                          |
| 2022/23 |        |        |        |        |        |        | 15     |        |        | Tweede Prov. Antw.   | 15                                                       | Degradatie naar Derde provinciale |                                                          |
| 2023/24 |        |        |        |        |        |        |        | 15     |        | Derde Prov. Antw. A  | 22                                                       | Degradatie naar Vierde provinciale |                                                          |
| 2024/25 |        |        |        |        |        |        |        |        | 1      | Vierde Prov. Antw. A | 86                                                       | Kampioen |                                                          |
| 2025/26 |        |        |        |        |        |        |        |        |        | Derde Prov. Antw. A  |                                                          | |                                                          |

## Trainers
- 2006-2007  André Vanderpoorten,  Robby Kerremans
- 2007-2008  Werner De Bruyn
- 2008-2009  Bart Selleslags
- 2009-2010  Bart Selleslags,  Serge Geldof
- 2010-2011  Serge Geldof,  Chris Andries
- 2011-2012  Yves Van Borm
- 2012-2013  Yves Van Borm,  Sven Eeraerts
- 2013-2014  Sven Eeraerts,  Jan Rohart
- 2014-2015  Bart Selleslags
- 2015-2016  Bart Selleslags
- 2016-2017  Bart Selleslags,  Denis Dessaer
- 2017-2018  Robby Buyens
- 2018-2019  Robby Buyens
- 2019-2020  Danny De Sager
- 2020-2021  Danny De Sager
- 2021-2022  Danny De Sager
- 2022-2023  Danny De Sager
- 2023-2024  Danny De Sager